# Nassim Bounekdja
Nassim Bounekdja (El Biar, 23 ottobre 1976) è un ex calciatore algerino, di ruolo difensore.

## Carriera

### Club
Ha sempre giocato nel campionato algerino.

### Nazionale
Con la Nazionale algerina ha partecipato alla Coppa d'Africa 2002.